# Ной-Позерин
Ной-Позерин (нем. Neu Poserin) — община в Германии, в земле Мекленбург-Передняя Померания.
Входит в состав района Пархим. Подчиняется управлению Гольдберг-Мильдениц.  Население составляет 559 человек (на 31 декабря 2010 года). Занимает площадь 47,34 км².
Коммуна подразделяется на 9 сельских округов.

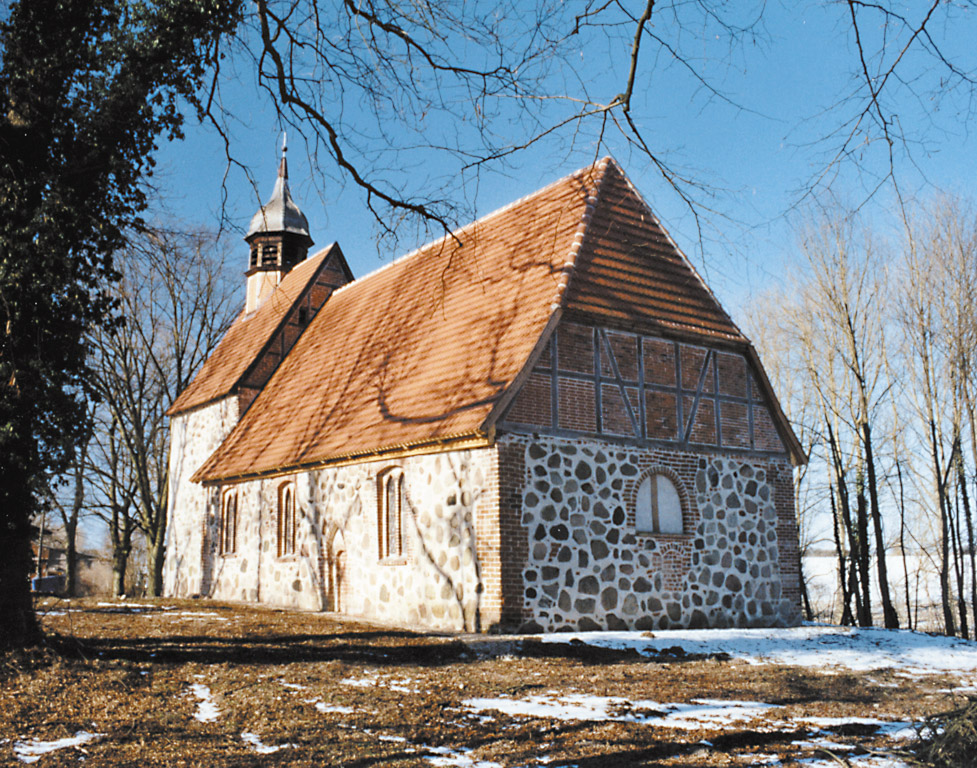
Ной-Позерин